# Dobrzelów (gromada)
Dobrzelów (do 28 lutego 1956 Bełchatów) – dawna gromada, czyli najmniejsza jednostka podziału terytorialnego Polskiej Rzeczypospolitej Ludowej w latach 1954–1972.
Gromady, z gromadzkimi radami narodowymi (GRN) jako organami władzy najniższego stopnia na wsi, funkcjonowały od reformy reorganizującej administrację wiejską przeprowadzonej jesienią 1954 do momentu ich zniesienia z dniem 1 stycznia 1973, tym samym wypierając organizację gminną w latach 1954–1972.
Gromadę Dobrzelów siedzibą GRN w Dobrzelowie utworzono 29 lutego 1956 w powiecie bełchatowskim w woj. łódzkim w związku z przeniesieniem siedziby gromady Bełchatów z Bełchatowa do Dobrzelowa i zmianą nazwy jednostki na gromada Dobrzelów (w uchwale, obie gromady umieszczono błędnie – według zdezaktualizowanego już od 1 stycznia 1956 stanu – w powiecie piotrkowskim). W 1957 roku (grudzień) gromadzka rada narodowa składała się z 17 członków.
Gromadę zniesiono 31 grudnia 1961, a jej obszar włączono do nowo utworzonej gromady Bełchatów.